# Йоэнсууский университет
Йоэнсууский университет (фин. Joensuun yliopisto швед. Joensuu universitet) — университет Финляндии, располагавшийся в городе Йоэнсуу. Был основан в 1969 году.
В 2010 году был объединён с Куопиоским университетом и получил наименование Восточнофинляндский университет (фин. Itä-Suomen Yliopisto).

## История
В 1969 году в Йоэнсуу был основан университет. В настоящее время он насчитывает около 8500 студентов (из которых 1100 обучаются в филиале в Савонлинне) и 1400 сотрудников (170 из них — в филиале в Савонлинне).

## Факультеты
- Биологический
- Гуманитарный
- Педагогический
- Права и экономики
- Математики и естественных наук
- Лесоведения
- Теологический
- Общественно-религиозный

Также университет имеет ряд магистратур и аспирантур: педагогики, гуманитарных наук, естественных наук, обществоведения, экономики, сельского и лесного хозяйства, теологии и психологии.
Университетские кампусы располагаются в Йоэнсуу и Савонлинне, кроме того, у университета есть опытная станция Мекриярви (фин. Mekrijärvi) в Иломантси. Ректором университета Йоэнсуу являлся профессор Пертту Вартиайнен.